# Blechnum whelanii
Blechnum whelanii là một loài dương xỉ trong họ Blechnaceae. Loài này được F.M. Bailey mô tả khoa học đầu tiên..
Danh pháp khoa học của loài này chưa được làm sáng tỏ. 